# 両備軽便鉄道9号形蒸気機関車
9号形は、1924年（大正13年）に、両備軽便鉄道（後の両備鉄道）が製造したタンク式蒸気機関車である。なお、両備軽便鉄道では形式を付与していなかったため、この呼称は便宜的に付与したものである。

## 概要
本形式は、ドイツのオーレンシュタイン・ウント・コッペル製で車軸配置0-6-0(6)の2気筒単式飽和式タンク機関車である。製造番号は10876, 10877で、両備軽便鉄道ではその順に9, 10と付番された。竣工届は、9が1925年（大正14年）1月19日、10が同年1月26日であった。
固定軸距は1,800mmで、鉄道省のケ200形と同クラスであるが若干大形で、日本の軌間762mmの蒸気機関車としては、最大の出力(140PS)を発揮した。同軌間で同規格の機関車は、そのほかに朝鮮森林鉄道 3 - 6（1923年製10456, 10457、1924年製10783, 10784）、西鮮殖産鉄道→朝鮮鉄道（1923年製10604, 10605, 10631 - 10634）の10両があるが、こちらは火格子面積が大きく、低質炭用であったらしい。軌間1,067mmの機関車では、新潟臨港 1 - 3（後の鉄道省1275形）、阿波電気軌道 8（後の鉄道省ア8形）が同クラスである。
本形式は、1927年（昭和2年）6月の両備福山 - 府中町間の電化にともなって不要となり、翌1928年（昭和3年）2月1日付けで休車となっている。1933年（昭和8年）9月1日の両備鉄道国有化時点では、本線用として1, 9, 10の3両が在籍していたが、国有化の対象となったのは1と10のみで、9は国有化の対象とならなかった高屋支線を分社化した神高鉄道に移った。
国有化された10は、ケ240形（ケ240）と改番され、間もなく魚沼線に転属し、同線が不要不急線として休止となる1944年（昭和19年）10月15日まで使用された。その後は、長岡機関区に保管され、廃車は1949年（昭和24年）3月15日付けであったが、当時、長野市朝陽にあった長野工機部養成所の寄宿舎の暖房用ボイラーに転用されたという。
一方、神高鉄道に移った9であるが、そもそも同線用としては過大であった本車は、使用されることなく1934年（昭和9年）10月2日付けで佐世保鉄道に譲渡され、17となった。軸重過大のため、世知原線・柚木線には入線できず、専ら本線系統で使用された。佐世保鉄道は、1936年10月1日付けで国有化されたが、本車はすでに国有化されていた同形機と同じケ240形とはならず、ケ217形（ケ217）とされた。国有化後は、1943年（昭和18年）8月の改軌工事の完成まで使用され、翌月に廃車された。その後の状況は詳らかでないが、解体されたものと思われる。

## 主要諸元
- 全長：6,956mm
- 全高：3,175mm
- 軌間：762mm
- 車軸配置：0-6-0(C)
- 動輪直径：800mm
- 弁装置：ワルシャート式
- シリンダー（直径×行程）：310mm×400mm
- ボイラー圧力：12.0kg/cm2
- 火格子面積：0.72m2/0.40m2
- 全伝熱面積：42.5m2/18.5m2
- 機関車運転整備重量：18.0t
- 機関車動輪上重量（運転整備時）：18.0t
- 水タンク容量：1.26m3
- 燃料積載量：0.88t
- 機関車性能
  - シリンダ引張力：4,900kg
- ブレーキ方式：手ブレーキ、蒸気ブレーキ